# Липница (Беляевский сельсовет)
Липница — хутор в Конышёвском районе Курской области России. Входит в состав Беляевского сельсовета.

## География
Хутор находится на реке Вандарец (левый приток Свапы), в 42,5 км от российско-украинской границы, в 81 км к северо-западу от Курска, в 18 км к северо-западу от районного центра — посёлка городского типа Конышёвка, в 5,5 км от центра сельсовета — села Беляево.
Климат
Липница, как и весь район, расположена в поясе умеренно континентального климата с тёплым летом и относительно тёплой зимой (Dfb в классификации Кёппена).
Часовой пояс
Хутор Липница, как и вся Курская область, находится в часовой зоне МСК (московское время). Смещение применяемого времени относительно UTC составляет +3:00.

## Население
| 2002 | 2010 |
| ---- | ---- |
| 7    | ↘0   |

## Инфраструктура
Личное подсобное хозяйство. В хуторе 10 домов.

## Транспорт
Липница находится в 37,5 км от автодороги федерального значения М3 «Украина» (Москва — Калуга — Брянск — граница с Украиной), в 59 км от автодороги М2 «Крым» (Москва — Тула — Орёл — Курск — Белгород — граница с Украиной), в 26 км от автодороги А142 (Тросна — М-3 «Украина»), в 23 км от автодороги регионального значения 38К-038 (Фатеж — Дмитриев), в 18,5 км от автодороги 38К-005 (Конышёвка — Жигаево — 38К-038), в 10 км от автодороги 38К-003 (Дмитриев — Берёза — Меньшиково — Хомутовка), в 16 км от автодороги 38К-023 (Льгов — Конышёвка), в 3,5 км от автодороги межмуниципального значения 38Н-132 (Кашара — Гряды), в 6 км от автодороги 38Н-144 (Конышёвка — Макаро-Петровское с подъездами к селам Беляево и Черничено), в 16 км от ближайшего ж/д остановочного пункта Гринёвка (линия Навля — Льгов I).
В 172 км от аэропорта имени В. Г. Шухова (недалеко от Белгорода).